# Orden Franciscana Seglar

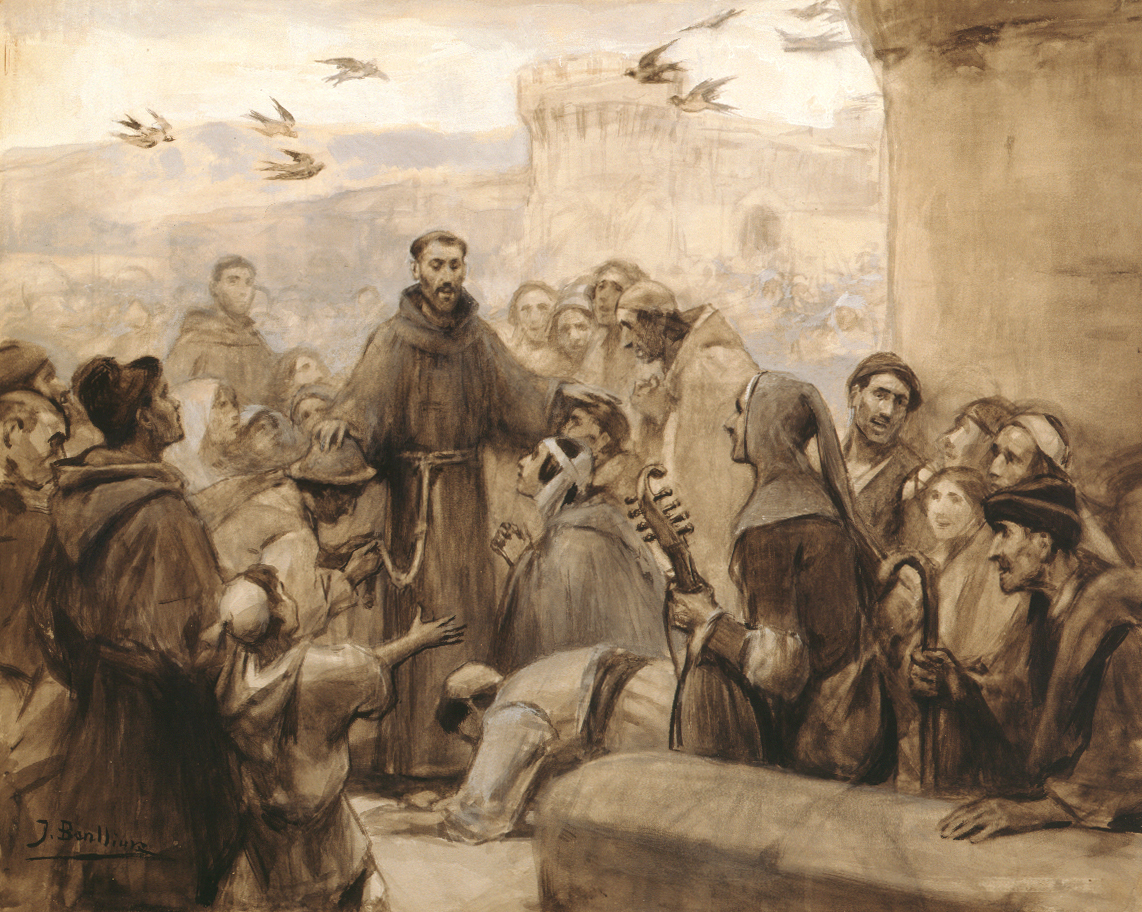
Fundación por San Francisco de la Orden Tercera. Obra de José Benlliure Gil

La Orden Franciscana Seglar (en latín: Ordo Franciscánus Sæculáris; OFS), es la rama de la Familia Franciscana, formada por la unión orgánica de todas las fraternidades esparcidas por el mundo, en la cual sus miembros son seglares (feligreses y miembros del clero secular) que no hacen votos, pero sí participan de la vida fraterna, apostolados y realizan la Profesión de la Regla y de los Consejos Evangélicos. Su regla actual es la reforma aprobada por san Pablo VI en 1978. 
La Orden Franciscana Seglar es una asociación pública en la Iglesia católica y sus miembros, se reúnen en comunidades llamadas Fraternidades.  
La vocación a la OFS es específica y tienen su modo propio de vivir el carisma franciscano, así como lo tienen los hermanos menores, las clarisas y los religiosos de la Tercera Orden Regular. Siendo más precisos, la Orden Franciscana Seglar vive el carisma franciscano a su manera secular y no participa del carisma específico de ningún Instituto religioso franciscano. Esta tiene su propio lugar en el seno de la Familia Franciscana. En este sentido, no pueden formar parte de la OFS quienes ya están vinculados, mediante compromiso perpetuo, a otra familia religiosa o Instituto de vida consagrada. 
La OFS está abierta a los fieles de cualquier condición. A ella pueden pertenecer: los laicos y los clérigos seculares (diáconos, presbíteros, obispos).

## Historia
San Francisco de Asís fue un ejemplo para clérigos y laicos y muchos siguieron esa forma de vida. En 1209 san Francisco fundó su Primera Orden para hombres, con un estilo de vida apostólico, y en 1212 fundó la Segunda Orden para mujeres bajo el modelo de la vida contemplativa. En 1221 después del interés de laicos por la vida evangélica de Francisco de Asís, funda la Orden de Hermanos y Hermanas de la Penitencia (hoy llamada Orden Franciscana Seglar), dando como norma de vida el vivir el Evangelio, documentado en la 'Primera Carta a Todos los Fieles' (considerada como la 'Protorregla de la' OFS). Más adelante, en el mismo año 1221, el papa Honorio III aprobó el Memorial del propósito de los hermanos y hermanas de penitencia que viven en sus propias casas, primera norma usada por la orden de penitencia franciscana. Fue aprobada canónicamente en 1223 y fue llamada Tercera Orden en 1230. El papa Nicolás IV con la bula Supra Montem del 18 de agosto de 1289 aprueba una nueva Reforma de la Regla.
El papa León XIII aprobó una reforma de la Regla con la bula Misericors Dei Filius de 1889. Por último el papa Pablo VI aprobó la última Reforma de la Regla con la bula Seraphicus Patriarcha del 24 de junio del 1978.

Entre los franciscanos seglares famosos se encuentran Miguel de Cervantes, santo Tomás Moro, papa San Juan XXIII, Santa Margarita de Cortona, San Luis IX (Patrono de la OFS), Santa Isabel de Hungría (Patrona de la OFS) y obispo San Carlos Borromeo. 

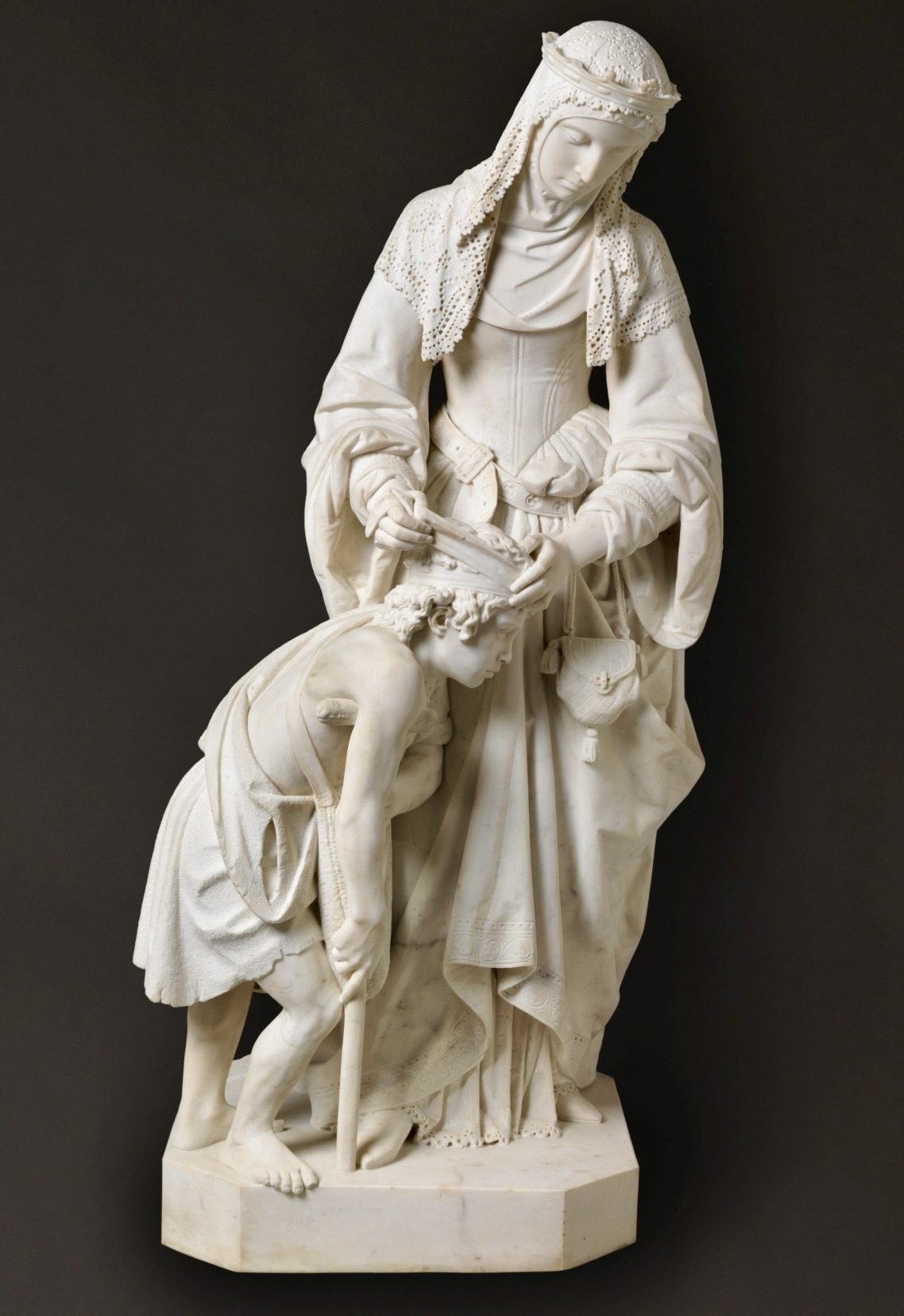
Santa Isabel de Hungría, Patrona de la O.F.S.
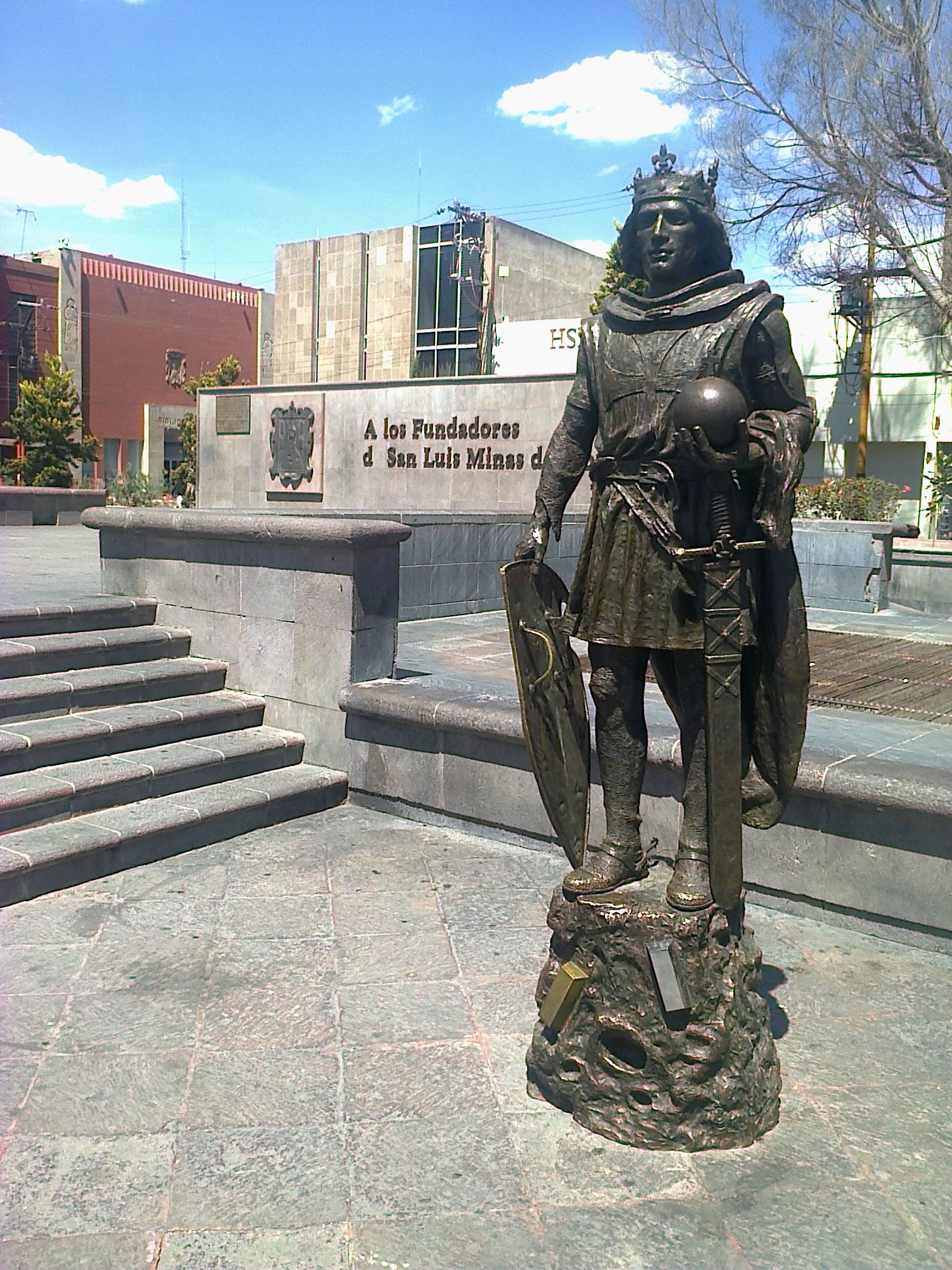
San Luis IX, Patrono de la O.F.S.

## Espiritualidad

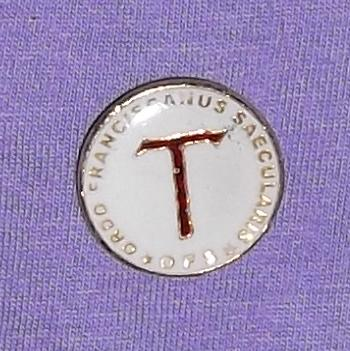
Los franciscanos seglares son reconocidos por usar la Cruz de Tau como colgante o prendedor de solapa.

La espiritualidad franciscana es una de las grandes espiritualidades que ha tenido la Iglesia en dos grandes campos; práctico y concreto, especulativo y doctrinal. Se trata de una espiritualidad caracterizada por una fuerte experiencia, que empieza en el siglo XIII con San Francisco de Asís, y luego sigue en la historia con sus compañeros hasta nuestros días. 
Para la espiritualidad franciscana, amar a Dios con todo el corazón y con toda el alma, y amar el prójimo como a sí mismo, es siempre la tarea principal. Esto es la verdadera realidad de esta nueva forma de vida. Entregando la propia vida en manos de quien nos ama y viviendo su presencia, se es libre y se puede anunciar, con felicidad, la inmensa misericordia de Dios. Esta es la buena noticia que Francisco y todos sus seguidores han anunciado con la simplicidad y con la fuerza del Espíritu Santo. 
Por lo anterior, la espiritualidad del franciscano seglar se basa en la vivencia según la forma del Evangelio, siguiendo las huellas de Cristo pobre y crucificado. Con la participación activa en la Iglesia y la Fraternidad.

## Organización
La Orden Franciscana Seglar se organiza en Fraternidades Locales, las cuales poseen un Consejo formado por los servicios de:
1. Ministro(a)
2. Viceministro(a)
3. Secretario(a)
4. Responsable de Formación
5. Ecónomo(a)
6. Animador de NIFRA
7. Animador de JUFRA
8. Vocal
9. Asistente Espiritual

El conjunto de Fraternidades en un país forman la Fraternidad Nacional, y el conjunto de Fraternidades Nacionales forman la Fraternidad Internacional, cuyo órgano de gobierno es el Consejo Internacional de la Orden Franciscana Seglar (CIOFS). Así, cada Fraternidad Local es guiada y animada por un Consejo, y cada Fraternidad Regional (erigida por causas de territorio y cantidad de Fraternidades) y Fraternidad Nacional es guiada por un Consejo, hasta llegar al Consejo Internacional.
| Consejo Internacional de la Orden Franciscana Seglar Periodo 2014 - 2020 | Consejo Internacional de la Orden Franciscana Seglar Periodo 2014 - 2020 | Consejo Internacional de la Orden Franciscana Seglar Periodo 2014 - 2020 |
| Servicio                                                                 | Nombre                                                                   | País de origen                                                           |
| ------------------------------------------------------------------------ | ------------------------------------------------------------------------ | ------------------------------------------------------------------------ |
| Ministro General                                                         | Tibor Kauser, OFS                                                        | Hungría                                                                  |
| Viceministra General                                                     | María Consuelo Núñez, OFS                                                | Venezuela                                                                |
| Consejera de Lengua Inglesa y Alemana                                    | Ana Fruk, OFS                                                            | Croacia                                                                  |
| Consejero de Lengua Inglesa e Italiana                                   | Attilio Galimberti, OFS                                                  | Italia                                                                   |
| Consejero de Lengua Inglesa (Asia y Oceanía)                             | Augustine Young, OFS                                                     | Corea                                                                    |
| Consejera de Lengua Inglesa (Norteamérica y África)                      | Jenny Harrington, OFS                                                    | Sudáfrica                                                                |
| Consejera de Lengua Española (América y España)                          | Ana María Raffo, OFS                                                     | Perú                                                                     |
| Consejera de Lengua Portuguesa y Española (Sur América)                  | Silvia Noemi Diana, OFS                                                  | Argentina                                                                |
| Consejera de Lengua Francesa                                             | Janian Michel, OFS                                                       | Líbano                                                                   |
| Consejera de la Juventud Franciscana                                     | Andrea Odak, OFS                                                         | Bosnia                                                                   |
| Asistente General de la Orden de Hermanos Menores                        | Fray José Antonio Cruz, OFM                                              | Brasil                                                                   |
| Asistente General de la Orden de Hermanos Menores Capuchinos             | Fray Francis Bongajum, OFMCap                                            | Camerún                                                                  |
| Asistente General de la Orden de Hermanos Menores Conventuales           | Fray Martin Pablo Bitzer, OFMConv                                        | Argentina                                                                |
| Asistente General de la Tercera Orden Regular                            | Fray Armando Trujillo, TOR                                               | México                                                                   |
| [ 5 ]                                                                    |                                                                          |                                                                          |

## Ministros Generales luego de la Regla Paulina
- 1984-1990 Manuela Mattioli OFS
- 1990-1996 Emanuella D'Nunzio OFS
- 1996-2002 Emanuella D'Nunzio OFS
- 2002-2008 Encarnacion del Pozo OFS
- 2008-2014 Encarnacion del Pozo OFS
- 2014-2020 Tibor Kauser OFS
- 2020-2026 Tibor Kauser OFS

## Santos, Beatos, Venerables y Siervos de Dios

### Santos
- San Juan María Vianney
- San Luis de Francia
- Santa Isabel de Hungría
- Santa Rosa de Viterbo
- San Pio X
- San Juan XXIII
- San Fernando III de Castilla
- San Ivo de Kermartin
- San Roque de Montpellier
- Santa Catalina de Génova
- San Tomás Moro
- San Gonzalo García
- San José Oriol
- Santa María Francisca de las Cinco Llagas
- San Juan Bosco
- Santa Mariana de Jesús de Paredes
- San Ricardo Pampuri
- Santa María de Jesús Sacramentado

### Beatos
- Ramón Lull
- Jose Gregorio Hernández
- Ceferino Jiménez Malla
- Marthe Robin